# Max Payne (videójáték)
A Max Payne egy harmadik személyű, külső nézetes (TPS) videójáték, amelyet a finn Remedy Entertainment fejlesztett a 3D Realms finanszírozásában, és a Gathering of Developers adta ki a játékot, 2001 júliusában. Később átportolták PlayStation 2 és Xbox konzolokra, ezeket a konverziókat a Rockstar Games készítette el. A Macintosh port 2002-re készült el, a MacSoft publikálta az Egyesült Államokban, a Feral Interactive pedig világszerte. Ezenkívül egy Dreamcast konverzió is készült, de ezt később törölték, mivel a konzolt már nem gyártották tovább.
A játék közvetlen folytatása a Max Payne 2: The Fall of Max Payne címet kapta és 2003-ban jelent meg. 2008 áprilisára a Max Payne franchise-ból összesen 7 millió példányt adtak el. A Max Payne 3. 2012-ben jelent meg.

## Áttekintés
A Max Payne sorozatra nagy hatással voltak John Woo Hongkongban készült akciófilmjei. Ez volt az egyik első játék, ami alkalmazta a Mátrix-filmekben látott úgynevezett Bullet Time effektust (lassított felvétel), mivel azonban a fejlesztés 1997-ben kezdődött el, így több mint valószínű, hogy az alkotók nem a Mátrixból vették át az ötletet. A játékban hallhatunk utalásokat az északi mitológiáról, valamint a nevekben is rálelhetünk legendás alakokra (Alfred Woden, Alex Balder, Aesir Corporation, Asgard Building, Valkyr).
Szereplők
Max Payne 
Nicole Horne
Vinnie Gognitti
Jim Bravura 
Jack Lupino
Angelo Punchiello 
Alex Balder
Nico Puerta
Joey és Virgilo Finito 
Candy Dawn
Frankie "A bot" Niagara

## Játékmenet
A sorozat egyik fontos eleme a lövöldözés. A játék során sokszor kell használnunk a Bullet Time-ot, hogy ellenfeleket tudjunk likvidálni. A pályák általában lineárisak, nem túlságosan bonyolultak. Mindazonáltal néhány szinten platformok segítségével kell továbbjutnunk, valamint egy pár logikai rejtvényt is meg kell fejtenünk. Lőszerrel gyakorlatilag állandóan ellátnak minket, de ezen kívül a megölt ellenfelektől is el lehet venni a lőszert.
A játék mesterséges intelligenciája nagyon függő szkriptelt események alapján működik. Így az ellenfelek fedezékek mögé bújnak, onnan pedig gránátokat hajigálnak. Így mikor újrajátszunk egy szintet, az ellenfelek pont ugyanoda mennek, mint az előző végigvitel során. A zsoldosok viszont (kémek fekete sí-álarcokban) félreugranak és gurulnak (vagy az Aesir Security Guards és a Killer Suits ellenfelek, akik verőemberek, bár öltönyt és napszemüveget viselnek).
A magasabb nehézségi szintek rendkívül izzasztóak: a "Dead on Arrival" szinten a játék 7-re korlátozza a játékos mentési lehetőségét, a "New York Minute"-on pedig egy kiadott idő alatt kell teljesíteni valamelyik szintet. Miután a játékos teljesítette a játékot "Dead on Arrival"-on, a "Final Battle" következik, ahol Max 20 Killer Suits-szal harcol, örök bullettime-mal. Ezek után a játékos előtt megnyílik a főmenüben egy szoba, ahol meg lehet tekinteni a Remedy által készített képeket és vázlatokat, amiket a játék készítésekor fényképeztek New York városában.
A legmagasabb nehézségi szinten Max rendkívül sérülékeny és ha eltalálják 5 pisztolygolyóval meg is hal, valamint ugyanez történik 3 géppuskagolyó és 1 pontos vadászpuska találat után. A legtöbb ellenfél többet kibír. Sérülés esetén a játékos meg tudja gyógyítani Max-et, azzal, ha fájdalomcsillapítókat ad neki. Ezeket a pirulákat az ellenségektől lehet elvenni és a játékos szabja meg, mennyit ad belőle Max-nek.

## „Bullet time”
A Max Payne-ben egy bizonyos gomb lenyomása után az idő lelassul, így a játékosnak alkalma nyílik a vetődésre és az ellenfél lövésére. A lassításkor látni lehet a golyók útját, amint a kilőtt helyre repülnek. A játékos bár lelassítja Max mozgását, mégis képes valós időben célozni, így előnyt szerez az ellenféllel szemben. Ezen kívül arra is hasznos az időlassítás, hogy a játékos el tudjon ugrani az érkező golyóktól, amiket az ellenfél lő ki, így az nem tudja megsebezni.
Mikor Max megöli a főellenfelet, a kép megdermed és látni lehet a golyók becsapódási szögét a főellenfélen, utána pedig fokozatosan körbe jár a kamera, miközben a golyók és a test továbbra is mozdulatlan maradnak.

## Történet
A játék története in medias res jelleggel indul. 2001 januárjában New York városa történetének legnagyobb hóviharával kénytelen szembenézni, a rendőrségi rádiócsatornán pedig hallható, hogy további embereket vezényelnek ki az Aesir Plaza épületénél történt rendbontáshoz. Max Payne az épület tetején áll és monológja után fény derül a 3 évvel korábban történtekre.
Alex Balder felkéri, hogy csatlakozzon egy akcióhoz, mely során a helyi maffiába kellene beépülnie, ő azonban elutasítja, mivel számára a család a legfontosabb és elszívja utolsó cigarettáját, mivel káros szenvedélye ártalmas lenne újszülött kislánya számára. Azonban amikor hazatér kertvárosi otthonába, feldúlt bútorokat és a falon a Valkűr (Valkyr, röviden V) nevezetű szintetikus drogot jelképező falfirkát lát. Végez a házat felforgató, fegyveres drogosokkal, családját azonban már nem tudja megmenteni.
A temetést követően az áthelyezését kéri a Kábítószer-ellenes csoportba (DEA). 3 év alatt sikerült az ügyben áttörést elérni, egy gyanúsított ugyanis feldobta Jack Lupino nevét (a Punchinello maffiacsalád alvezére), aki a drog terjesztésével foglalkozik, Max pedig beépül a bűnszervezetbe. Csakis B.B. és Alex volt a kapcsolattartója, az akcióról más nem tudott, majd B.B. felhívta, hogy Alex a Roscoe Street Station metróállomáson várja és sürgősen találkozniuk kell, mivel Lupinóról van szó. A helyszínre érve halott biztonsági őröket és fegyveres bűnözőket talál, akik a Punchinello család tagjai és egy közeli bankot próbálnak kirabolni, mint később kiderül, a szokatlan gyorsasággal fellendülő Aesir vállalat kötvényeit próbálták ellopni. Találkozik barátjával, Alexet azonban lelövi egy merénylő. A főhős szerint eddig is csak Alex tartotta benne a lelket, de valószínűleg valami fontosat találhatott, amiért végeztek vele. A helyszínre érkező rendőrök Maxet gyanúsították a gyilkosság elkövetésével.
Egy olcsó hotel felé indul, ahol Lupino az üzleteit bonyolítja, azonban a helyszínen a Finito testvérekbe botlik és kiderül, hogy álcája lelepleződött, ugyanis azt a feladatot kapták, hogy végezzenek vele. Miután a testvéreket legyőzi, egy jegyzetet talál az asztalon, amiből kiderül, hogy Rico Muerte az épületben tartózkodik, és egy drogügyletet készül lebonyolítani. Egy rádión hallja, amint a polgármester a Valkűr problémáról beszél, majd a hírekben elmondják, hogy fokozzák a Max elfogását célzó rendőri erőket. Rico Muerte a bárban van a Candy Dawn nevű prostituálttal (ő volt az, aki a korábban megtalált a jegyzetet írta arról, hogy videóra vette Alfred Woodennel való együttléteit), majd fegyveres harc bontakozik ki, Rico pedig menekülőre fogja, de Max utoléri és lelövi.
Miután kilép az épületből egy fekete Mercedes halad el előtte, amiben az orosz maffia feje, Vladimir Lem (Vlad) ült, majd az autó balesetet okoz és felborít egy tartálykocsit, valamint további bombák robbannak. Egy bandaháború van kibontakozóban. Wooden telefonon keresi fel, közli, hogy a rendőrök tudják, hogy ott van és útban vannak felé, a csapatokat Jim Bravura vezeti. A robbanások során a Lupino irodájához vezető lépcsők használhatatlanná váltak, így Max a tetőn át közelíti meg a helyet. Rátalál Vinnie Gognittire, aki Lupino jobb keze, megsebesíti, de még épp fel tud ugrani egy arra közlekedő szerelvényre, Max pedig az utána érkezővel követi. Vinnie próbálja menteni magát de zsákutcába kerül és könyörög az életéért, valamint elárulja, hogy főnökét a Ragna Rock nevű nightclubban találhatja meg. Miután a több tucat ellenfelét legyőzi, eljut Lupino szentélyébe, ahol további bizonyítékokat talál arról, hogy elméjét már teljesen elhomályosította a Valkűr. A tűzharc után Max még többször belelő, hogy teljesen megbizonyosodjon haláláról, majd hirtelen feltűnik egy rejtélyes hölgy, a Don feleségének, Lisa Punchinellónak az ikertestvére, Mona Sax. Fegyvereiket egymásnak szegezik, de Mona azt állítja, hogy egy oldalon állnak, mivel Angelo Punchinello a felelős szerettei halálért, ő pedig a húgán szeretne segíteni, mivel a férje rendszeresen bántalmazza. Leeresztik a pisztolyokat és megegyeznek egy pohár whiskeyben. Miután Max megitta, elkábul, Mona ugyanis félti testvére épségét az ámokfutást folytató főhőstől. Egy rémálomszerű látomást él át a családja elvesztéséről, melyben végtelennek tűnő folyosókon halad miközben sikolyokat és sírást hall és vérnyomokat követve próbál visszatérni a szörnyű valóságba.
Eközben a maffia emberei elhurcolták és egy székhez kötözve tér magához a korábbról ismerős hotel alagsorában, Frankie Niagara pedig egy baseball ütővel kínozza, majd megszomjazik, és a bárba indul. Max kiszabadul és bosszút áll Frankie-n ott, ahol Ricóval is végzett. A helyszínről távozva ismét feltűnik a fekete Mercedes, Vlad pedig tájékoztatja, hogy egyik embere, Boris Dime ellene fordult és a Charon hajó fedélzetén található teljes fegyverszállítmányát a Punchinello családnak akarja átadni. Egyezségre jutnak, hogy Max egy teljes arzenált kaphat a személyes harcához, amennyiben segíti visszaszerezni a hajót és rakományát. A dokkoknál egy mesterlövészpuskát talált és egy megbízatást egy polgármester elleni merénylethez. Telefonon beszél a Donnal, aki tajtékzik, hogy Max még mindig életben van. Borist utoléri a végzete, a főhős pedig fegyverekkel és lőszerrel felszerelkezve távozik. Attól tart, hogy ezzel a tűzerővel is ostobaság lenne frontális támadást intézni Angelo villája ellen, így megpróbálja eljátszani, hogy üzletet akar kötni és ki akar szállni a játékból. Amikor a találkozóhelyre, a Don éttermébe érkezik, nem talál senkit, a hely viszont teli van robbanószerrel, így menekülnie kell. A csatornán keresztül távozik, majd Vlad felveszi és a Punchinello házhoz viszi a főhőst, aki az őrök helyett hullákat talál; Mona megelőzte. Max egyenként végez a Don védelmét ellátó trióval, ekkor bukkan rá Lisa holttestére is. Angelo irodája előtt hallani, ahogy telefonon segítségért könyörög, majd megpróbálja menteni a bőrét néhány információval, ekkor azonban 3 öltönyös alak ront be, akik végeznek vele mielőtt bármi mást is mondana, Max viszont legyőzi őket.
Amikor távozni próbál Nicole Horne egy csapat fegyveres élén megállítja és egy adag Valkűrt fecskendez a főhősbe, ismét rémálmok következnek. Az előző látomáshoz hasonlóan most is újabb nyomok bukkannak fel, miszerint Max felesége nem véletlenül lett gyilkosság áldozata. Felébred és visszaemlékszik Nicole szavaira, amiben a Cold Steel nevű acélöntödét említi, ez az egyetlen használható nyom, amin elindulhat. Felfigyelnek arra, hogy valaki behatolt a létesítménybe, ezért megkezdik a Dead Eyes hadműveletet, ami az épületkomplexus és a benne tartózkodók megsemmisítését foglalja magában. Miután az Aesir zsoldosain átverekedte magát, egy lifttel eljut az alsóbb szintre, ahol egy katonai bunkert talál, ami egykor a Valhalla projekt központja volt. Egy tudós segítségével sikerül kimenekülnie, eközben pedig újabb információkra bukkan. A Valhalla egy a hadsereg által pénzelt kutatás volt, mely olyan vegyület kidolgozását tűzte ki célul, ami a katonák állóképességét és morálját növeli, azonban az 1991-ben indult projektet 4 évvel később leállították, mert elégedetlenek voltak az eredményeivel, azonban a mögötte állók kutatók titokban folytatták. Valami folytán azonban adatok szivárogtak ki a kutatásról (feltehetően Wooden állt emögött), amik a kerületi ügyészségen dolgozó Michelle-hez kerültek, számára azonban nem világos az egész ügy, Horne pedig bedrogozott tesztalanyokat küld a házukhoz, hogy eltüntesse a nyomokat.
Épphogy megmenekül, B.B. felkeresi és találkozóra hívja, Max pedig már biztos benne, hogy ő állt Alex gyilkossága mögött és csak szeretné elvarrni a szálakat. Amikor szembesíti, kocsiba pattan és menekülni próbál, Max pedig követi a parkolóház legalsó szintjére, majd Alfred Wooden keresi telefonon, hogy találkozzanak az Asgard Buildingnél. Az első személyes találkozásukkor Alfred elmondja, hogy az Inner Circle nevű csoportosulás tagja, ami főleg a Valhalla projekt korai szakaszán dolgozó tudósokból áll, azonban otthagyták a kutatást, miután annak finanszírozást leállították. Azt akarják Maxtől, hogy ölje meg Nicolet, az Aesir vállalat vezetőjét, az ő kezük ugyanis meg van kötve ez ügyben. Ezért cserébe pedig majd elintézik, hogy minden vád alól felmentsék, de nyilvánosság elé nem viheti az ügyet. Ekkor azonban az Aesir emberei tűnnek fel és mindenkit megpróbálnak megölni. Max az ablakon keresztül menekül, Alfred pedig halottnak tettei magát. Megpróbál elmenekülni az épületből, Alfred szobájában pedig egy videókazettát talál, amivel valószínűleg Nicole zsarolta őket, valamint az Aesir épületéről néhány tervrajzot.
Miután elhagyta a helyszínt egy lopott kocsival a vállalat központjához tart, hogy pontot tegyen az ügy végére. Az egyik liftből kilépve egy váratlan ismerősbe, Monába botlik és kiderül, hogy az Aesir őt bérelte fel, hogy végezzen Punchinellóval, azonban most, hogy ő már halott, segítene Maxnek Nicole ellen. Hirtelen a cég emberei tűnnek fel, Mona figyelmezteti Maxet, azonban megsebesül és a lift padlójára rogy. Amikor a főhős végez az ellenfelekkel és visszahívja a liftet, Mona már sehol sincs. Először felmegy a biztonsági terembe és megnyitja az utat a mainframe terembe, ahol a gépeket kiiktatja, így lekapcsolja a biztonsági rendszert, ezáltal szabaddá vált az út Horne irodája felé. Ott azonban nem talál rá, így az épület tetőszintjére megy, ahol további ellenségekkel kell megküzdenie és egy harci helikoptert is bevetnek ellene. Horne a tetőről helikopterrel próbál elmenekülni, Max azonban ellövi az épület tetején lévő antennát tartó kábeleket, ami szétlapítja a felszállni szándékozó járművet. Az épületet körbevevő rendőrök megérkeznek és elfogják a szökevényt. Amikor a rendőrautóba ültetik még látja Alfred arcát a tömegben, amiről a győztesek mosolya olvasható le, így a főhőséről is, aki tudja, hogy hamarosan felmentik őt.

## Max Payne(Game Boy Advance)
A játék Game Boy Advance verzióját a Mobius Entertainment Ltd. fejleszti, akit most Rockstar Leeds-ként ismernek. A GBA verzió, mivel kevésbé erőteljes platform, mint a PC, Xbox és a Playstation 2, ezért a játék nem 3D perspektívából mutatja a főszereplőt, inkább egy izometrikusból, valamint kisszögű modellekkel készítik el. A játékmenet mindazonáltal ugyanolyan maradt, mint az eredeti verziókban. A történet szintúgy megmaradt, bár egy-két elemet kihagytak belőle.

## Fogadtatás
A Max Payne több kritikus kedvence lett, dicsérték a konzolos konverziókat és a Metacritic-en 89%-ot adtak neki. A BBC áttekintése során dicsérték a kiemelkedő grafikát, az akciókat és a mozgásokat, amik a John Woo-filmekből és a Mátrixból voltak ismerősek.
A PS2-es verzióban fellépő hibáknak és bugoknak köszönhetően kritikailag alulmúlta a másik két verziót, de a kritikák még így is pozitívak voltak.

## Filmadaptáció
2003 elején a 20th Century Fox stúdió vette meg a jogokat, hogy filmmé alakítsák a játékot. Végül 2008-ban lett belőle film, amit John Moore irányított. A filmet a Collision Entertainment és Firm Films producerálta Torontóban, a forgatás Toronto egyik elhagyatott alagútjában kezdődött. Mark Wahlberget és Mila Kunist Max Payne és Mona Sax szerepére jelölték ki. A további szereplők között ott van Beau Bridges, Chris O’Donnell, Nelly Furtado és Ludacris is, akik B. B. Hensley, Jason Colvin, Christa Balder és Jim Bravura szerepét játsszák. 2008. július 10-én jelent meg a film első előzetese, amiben Marilyn Manson "If I Was Your Vampire" című dala is szerepelt. A filmet 2008 októberében kezdték el vetíteni a mozik, PG-13 korhatár besorolással. A nyitó hétvégén 18 millió dollárt szedett össze, de a kritikusok szinte csak negatív értékeléseket adtak rá. A Rotten Tomatoes honlapon az összesen 95 kritika alapján 20%-on áll a film, vagyis a "rohadt" minősítést kapta.

## Folytatások és „spin-off”-ok

### Max Payne 2: The Fall of Max Payne
Az első rész végén Max egy rendőrkocsi hátsó ülésén ül, felkészült rá, hogy szembenézzen a következményekkel, a három éjszakán át tartó ámokfutása során több mint 600 embert ölt meg, bár ezek mind szerepeltek a rendőrségi nyilvántartásban. Max-et végül tisztázták, ez Alfred Woden szenátornak is köszönhető, aki kapcsolatban volt Payne-nel. Max egy időre szabadságra ment, majd ismét dolgozni kezdett a New York-i rendőrségnél nyomozóként. Egy gyilkossági eset során Max üldözőbe veszi Mona Sax-ot, akiről azt hitte, meghalt. Ketten összeállnak, hogy megtalálják a válaszokat Max múltjával kapcsolatban, felesége és gyereke halálát illetően.

### Max Payne 3
A Max Payne 2 PC-s verziója egy üzenettel ér véget: Max útja az éjszakán keresztül folytatódni fog, de maga a történet úgy tűnik, véget ért: Max megtalálta a békét, megbosszult mindent, valamint a két karakter közül ő az egyik, aki életben maradt, a másik Jim Bravura, de őt elég homályos helyzetben hagyták. Jeffrey L Lapin, a Take-Two ügyvezető igazgatója jelentette be a harmadik részt 2004-ben.
A Take-Two Interactive konferencián említést tettek róla, hogy valamikor elkészítik a Max Payne 3-at, de hivatalosan nem jelentették be. A Rockstar Games a The Warriors játékuk fejlesztése alatt kijelentették, hogy a Rockstar Toronto a Max Payne 3 lehetséges fejlesztője lesz.
2009. március 23-án a Game Developers Conference 2009 rendezvényen a Rockstar Games hivatalosan is bejelentette a sorozat harmadik részének készültét. A megöregedett és New Yorkból elköltözött Max Payne történetének befejező része 2012-ben került az üzletekbe. A játékot a Rockstar Vancouver fejlesztette PC-re, Xbox 360-ra és PlayStation 3 platformokra.
A Rockstar Games a Max Payne 3-at PlayStation 3-ra és Xbox 360-ra 2012. május 18-án, PC-re pedig június elsején adta ki Európában.